# Liste der Kulturgüter in Zell ZH
Die Liste der Kulturgüter in Zell ZH enthält alle Objekte in der Gemeinde Zell im Kanton Zürich, die gemäss der Haager Konvention zum Schutz von Kulturgut bei bewaffneten Konflikten, dem Bundesgesetz vom 20. Juni 2014 über den Schutz der Kulturgüter bei bewaffneten Konflikten sowie der Verordnung vom 29. Oktober 2014 über den Schutz der Kulturgüter bei bewaffneten Konflikten unter Schutz stehen.
Objekte der Kategorie A sind im Gemeindegebiet nicht ausgewiesen, Objekte der Kategorie B sind vollständig in der Liste enthalten, Objekte der Kategorie C fehlen zurzeit (Stand: 1. Januar 2022). Unter übrige Baudenkmäler sind weitere geschützte Objekte zu finden, die im Verzeichnis der Objekte von überkommunaler Bedeutung der kantonalen Denkmalpflege zu finden und nicht bereits in der Liste der Kulturgüter enthalten sind.

## Kulturgüter
| Foto |                                                                   | Objekt | Kat. | Typ | Standort                                  | Beschreibung |
| ---- | ----------------------------------------------------------------- | --- | ---- | --- | ----------------------------------------- | ------------ |
| ja   | Datei hochladen · Wikidata zu Reformierte Kirche Zell (Q29933502) | Reformierte Kirche KGS-Nr.: 7842                                                                               | B    | G   | Langenhardstrasse 2 704372 / 256215       |              |
| ja   | Datei hochladen · Wikidata zu Tibeter-Zentrum (Q3152652)          | Tibeter-Zentrum KGS-Nr.: 7844                                                                                  | B    | G   | Rikon, Wildbergstrasse 10 702895 / 254870 |              |
| ja   | Datei hochladen                                                   | Ehemalige Spinnerei Eduard Bühler mit Villa und Nebengebäuden, Wasserkraftanlage und Parkanlage KGS-Nr.: 12726 | B    | G   | Tösstalstrasse 23 700421 / 257273         |              |
| ja   | Datei hochladen                                                   | Wohnhauskomplex Im Chloster KGS-Nr.: 16633                                                                     | B    | G   | Lettenberg 3–7 705585 / 256246            |              |
| ja   | Datei hochladen                                                   | Schöntalbrücke KGS-Nr.: 16634                                                                                  | B    | G   | Schöntal 702207 / 256504                  |              |

## Übrige Baudenkmäler
| ID                       | Foto |                 | Objekt                                                         | Kat.    | Typ | Standort                                                  | Beschreibung |
| ------------------------ | ---- | --------------- | -------------------------------------------------------------- | ------- | --- | --------------------------------------------------------- | ------------ |
| 23100001                 | ja   | Datei hochladen | Heimstätte Rämismühle, Wohnhaus Zion                           | B reg.  | G   | Rämismühle, Tösstalstrasse 77 704867 / 255357             |              |
| 23100002                 | ja   | Datei hochladen | Heimstätte Rämismühle, Wohnhaus Silo                           | B reg.  | G   | Rämismühle, Tösstalstrasse 75 704838 / 255339             |              |
| 23100005                 | ja   | Datei hochladen | Chrischona-Kapelle                                             | B reg.  | G   | Rämismühle, Tösstalstrasse 71 bei 704763 / 255320         |              |
| 23100023                 | ja   | Datei hochladen | Spinnerei Stahel Rämismühle, Fabrikgebäude / Kraftzentrale     | B kant. | G   | Rämismühle, Alte Tösstalstrasse 46–56 704276 / 255149     |              |
| 23100030                 | ja   | Datei hochladen | Spinnerei Stahel Rämismühle, Kosthaus                          | B kant. | G   | Rämismühle, Alte Tösstalstrasse 47 704348 / 255201        |              |
| 23100031                 | ja   | Datei hochladen | Spinnerei Stahel Rämismühle, Spinnereigebäude                  | B kant. | G   | Rämismühle, Alte Tösstalstrasse 60 704289 / 255195        |              |
| 23100037                 | ja   | Datei hochladen | Spinnerei Stahel Rämismühle, Waschhaus mit Garagenanbau        | B kant. | G   | Rämismühle, Alte Tösstalstrasse 44 bei 704190 / 255197    |              |
| 23100038                 | ja   | Datei hochladen | Spinnerei Stahel Rämismühle, Fabrikantenwohnhaus               | B kant. | G   | Rämismühle, Alte Tösstalstrasse 42–44 704197 / 255219     |              |
| 23100043                 | ja   | Datei hochladen | Speicher                                                       | C       | G   | Stationsstrasse 2 bei 704387 / 256105                     |              |
| 23100080                 | ja   | Datei hochladen | Speicher                                                       | B reg.  | G   | Müliwiesstrasse 2 bei 704331 / 256155                     |              |
| 23100091                 | ja   | Datei hochladen | Bauernhäuser, Hausteil 2                                       | C       | G   | Hinterdorf 7 704269 / 256182                              |              |
| 23100123                 | ja   | Datei hochladen | Flarzreihe, Hausteil 5                                         | C       | G   | Dorfplatz 2 704430 / 256163                               |              |
| 23100150                 | ja   | Datei hochladen | Ensemble zum Chloster Lettenberg, Hausteil 1                   | B reg.  | G   | Lettenberg 705586 / 256239                                |              |
| 23100151                 |      | Datei hochladen | Bauernhaus                                                     | C       | G   | Untere Rüti 703910 / 255771                               |              |
| 23100181                 | ja   | Datei hochladen | Ensemble zum Chloster Lettenberg, Hausteil 3                   | B reg.  | G   | Lettenberg 705599 / 256245                                |              |
| 23100182                 | ja   | Datei hochladen | Ensemble zum Chloster Lettenberg, Hausteil 4                   | B reg.  | G   | Lettenberg 705583 / 256230                                |              |
| 231KAPELLE00182          | ja   | Datei hochladen | Ensemble zum Chloster Lettenberg, ehemalige Kapelle St. Oswald | B reg.  | G   | Lettenberg 705583 / 256230                                |              |
| 23100183                 | ja   | Datei hochladen | Ensemble zum Chloster Lettenberg, Hausteil 5                   | B reg.  | G   | Lettenberg 705580 / 256238                                |              |
| 23100227                 |      | Datei hochladen | Bauernhaus und Restaurant zum Obstgarten                       | C       | G   | Langenhard, Oberlangenhard 703526 / 256869                |              |
| 23100228                 |      | Datei hochladen | Doppelbauernhaus                                               | B reg.  | G   | Langenhard, Gartenstrasse 8 703503 / 256879               |              |
| 23100378                 |      | Datei hochladen | Arbeiterwohnhaus                                               | B reg.  | G   | Rikon, Tösstalstrasse 101 702761 / 255516                 |              |
| 23100437                 |      | Datei hochladen | Methodistenkapelle                                             | B reg.  | G   | Rikon, Kapellenweg 14 702090 / 255986                     |              |
| 23100464                 | ja   | Datei hochladen | Metallwarenfabrik Kuhn, ehemalige Spinnerei                    | C       | G   | Rikon, Mühleweg 11 702219 / 255731                        |              |
| 23100489                 | ja   | Datei hochladen | Mühle Rikon, Mühlespeicher / Zehntenscheune                    | C       | G   | Rikon, Neschwilerstrasse 23 702399 / 255558               |              |
| 23100527                 | ja   | Datei hochladen | Spinnerei Schöntal, Wohn- und Bürohaus                         | B reg.  | G   | Kollbrunn, Schöntal 702164 / 256512                       |              |
| 23100528                 | ja   | Datei hochladen | Spinnerei Schöntal, Wohlfahrts-/Magazingebäude                 | B reg.  | G   | Kollbrunn, Schöntalstrasse 22–24 702182 / 256571          |              |
| 23100531                 | ja   | Datei hochladen | Spinnerei Schöntal, ehemaliges Spinnereigebäude                | B reg.  | G   | Kollbrunn, Schöntalstrasse 18/18a 702150 / 256550         |              |
| 23100568                 |      | Datei hochladen | Spinnerei Schöntal, Arbeiterwohnhaus                           | B reg.  | G   | Rikon, Tösstalstrasse 4 702235 / 256437                   |              |
| 23100582                 | ja   | Datei hochladen | Obere Spinnerei Bühler                                         | B reg.  | G   | Kollbrunn, Tösstalstrasse 50–52 701015 / 256902           |              |
| 231BEI00582              | ja   | Datei hochladen | Obere Spinnerei Bühler, Turbinenhaus                           | B reg.  | G   | Au 700995 / 256884                                        |              |
| 23100623                 | ja   | Datei hochladen | Untere Spinnerei Bühler, Arbeiterwohnhaus                      | B reg.  | G   | Kollbrunn, Tösstalstrasse 19 700522 / 257164              |              |
| 23100626                 | ja   | Datei hochladen | Kapelle der Freien Missionsgemeinde                            | B reg.  | G   | Kollbrunn, Untere Bahnhofstrasse 14–15 700601 / 257196    |              |
| 23100643                 | ja   | Datei hochladen | Spinnerei Schöntal, Trafostation E 81 Turm                     | B kant. | G   | Kollbrunn, Schöntal 702113 / 256530                       |              |
| 23100732                 | ja   | Datei hochladen | Untere Spinnerei Bühler, Töbeli                                | B reg.  | G   | Kollbrunn, Tösstalstrasse 22–24 700446 / 257197           |              |
| 23100736                 | ja   | Datei hochladen | Untere Spinnerei Bühler, Scheune / Stallungen                  | B reg.  | G   | Kollbrunn, Tösstalstrasse 23 bei 700379 / 257241          |              |
| 23100738                 | ja   | Datei hochladen | Untere Spinnerei Bühler, Fabrikantenvilla                      | B reg.  | G   | Kollbrunn, Tösstalstrasse 23 700420 / 257267              |              |
| 23100742                 | ja   | Datei hochladen | Untere Spinnerei Bühler, Kesselhaus und Hochkamin              | B reg.  | G   | Kollbrunn, Tösstalstrasse 23 bei 700359 / 257341          |              |
| 231ZUSA00743             | ja   | Datei hochladen | Untere Spinnerei Bühler, Werkstattgebäude                      | B reg.  | G   | Kollbrunn, Tösstalstrasse 23 bei 700367 / 257316          |              |
| 231BRUNNEN00743          |      | Datei hochladen | Untere Spinnerei Bühler, Laufbrunnen                           | B reg.  | K   | Kollbrunn, Tösstalstrasse 23 bei 700402 / 257272          |              |
| 23100759                 | ja   | Datei hochladen | Untere Spinnerei Bühler, Arbeiterwohnhaus, Waschhaus           | B reg.  | G   | Kollbrunn, Tösstalstrasse 22 bei 700432 / 257185          |              |
| 23100760                 | ja   | Datei hochladen | Untere Spinnerei Bühler, Arbeiterwohnhaus                      | B reg.  | G   | Kollbrunn, Untere Bahnhofstrasse 10–12 700536 / 257208    |              |
| 23100762                 | ja   | Datei hochladen | Untere Spinnerei Bühler, Arbeiterwohnhaus                      | B reg.  | G   | Kollbrunn, Untere Bahnhofstrasse 14–16 700521 / 257224    |              |
| 23100798                 | ja   | Datei hochladen | Spinnerei Eduard Bühler, Schieberhaus                          | B reg.  | G   | Rikon, Schöntal 702100 / 256430                           |              |
| 23100862                 |      | Datei hochladen | Sekundarschulhaus Hirsgarten                                   | B reg.  | G   | Rikon, Schulstrasse 10 702418 / 255937                    |              |
| 23100955                 | ja   | Datei hochladen | Ensemble zum Chloster Lettenberg, Schopf 1                     | B reg.  | G   | Lettenberg 705595 / 256261                                |              |
| 23101189                 | ja   | Datei hochladen | Ensemble zum Chloster Lettenberg, Schopf 2                     | B reg.  | G   | Lettenberg 705597 / 256255                                |              |
| 23101639                 |      | Datei hochladen | Schmiede Zell, Wohnhaus zur Schmitte mit Scheune und Stall     | C       | G   | Langenhardstrasse 3A 704339 / 256199                      |              |
| 23101640                 | ja   | Datei hochladen | Schmiede Zell, Schopf                                          | C       | G   | Langenhardstrasse 3A bei 704339 / 256199                  |              |
| 23101679                 |      | Datei hochladen | Arbeiterwohnhaus                                               | B reg.  | G   | Rikon, Tösstalstrasse 99 702765 / 255521                  |              |
| 23101680                 |      | Datei hochladen | Arbeiterwohnhaus                                               | B reg.  | G   | Rikon, Tösstalstrasse 97 702771 / 255527                  |              |
| 231BRUECKE00002          | ja   | Datei hochladen | Aubrücke                                                       | B kant. | G   | Au, Austrasse 1 bei 701669 / 256978                       |              |
| 231BRUNNEN00038          |      | Datei hochladen | Spinnerei Stahel Rämismühle, Hausbrunnen                       | B kant. | K   | Rämismühle, Alte Tösstalstrasse 42–44 bei 704198 / 255205 |              |
| 231WR-WINTERTHUR00049-01 | ja   | Datei hochladen | Untere Spinnerei Bühler, Tösswehr                              | B reg.  | G   | Kollbrunn, Tösstalstrasse 23 bei 701234 / 256924          |              |
| 231WR-WINTERTHUR00049-02 | ja   | Datei hochladen | Untere Spinnerei Bühler, Oberwasserkanal                       | B reg.  | G   | Kollbrunn, Tösstalstrasse 23 bei 701146 / 256880          |              |
| 231WR-WINTERTHUR00049-03 |      | Datei hochladen | Untere Spinnerei Bühler, Einmündung Unterwasserkanal           | B reg.  | G   | Kollbrunn, Tösstalstrasse 23 bei 700961 / 256868          |              |
| 231WR-WINTERTHUR00049-05 | ja   | Datei hochladen | Untere Spinnerei Bühler, Überlauf                              | B reg.  | G   | Kollbrunn, Tösstalstrasse 23 bei 700796 / 256908          |              |
| 231WR-WINTERTHUR00049-06 |      | Datei hochladen | Untere Spinnerei Bühler, Tössunterführung                      | B reg.  | G   | Kollbrunn, Tösstalstrasse 23 bei 700700 / 256973          |              |
| 231WR-WINTERTHUR00049-07 | ja   | Datei hochladen | Untere Spinnerei Bühler, Düker unter Tösstalstrasse            | B reg.  | G   | Kollbrunn, Tösstalstrasse 23 bei 700494 / 257168          |              |
| 231WR-WINTERTHUR00049-08 | ja   | Datei hochladen | Untere Spinnerei Bühler, Rückstaubecken                        | B reg.  | G   | Kollbrunn, Tösstalstrasse 23 bei 700490 / 257202          |              |
| 231WR-WINTERTHUR00049-09 | ja   | Datei hochladen | Untere Spinnerei Bühler, Oberwasserkanal zum Turbinenhaus      | B reg.  | G   | Kollbrunn, Tösstalstrasse 23 bei 700436 / 257279          |              |
| 231WR-WINTERTHUR00049-10 | ja   | Datei hochladen | Untere Spinnerei Bühler, Einlaufwerk zum Turbinenhaus          | B reg.  | G   | Kollbrunn, Tösstalstrasse 23 bei 700371 / 257328          |              |
| 231WR-WINTERTHUR00049-11 | ja   | Datei hochladen | Untere Spinnerei Bühler, Unterwasserkanal                      | B reg.  | G   | Kollbrunn, Tösstalstrasse 23 bei 700111 / 257421          |              |
| 231WR-WINTERTHUR00049-12 |      | Datei hochladen | Untere Spinnerei Bühler, Düker                                 | B reg.  | G   | Kollbrunn, Tösstalstrasse 23 bei 699781 / 257541          |              |
| 231WR-WINTERTHUR00049-13 |      | Datei hochladen | Untere Spinnerei Bühler, Stauschwelle Bolsternbach             | B reg.  | G   | Kollbrunn, Tösstalstrasse 23 bei 700652 / 257337          |              |
| 231WR-WINTERTHUR00049-14 | ja   | Datei hochladen | Untere Spinnerei Bühler, Unterführung Töbelibach               | B reg.  | G   | Kollbrunn, Tösstalstrasse 23 bei 700609 / 257309          |              |
| 231WR-WINTERTHUR00049-15 | ja   | Datei hochladen | Untere Spinnerei Bühler, Weihereinlauf mit Eisensyphon         | B reg.  | G   | Kollbrunn, Tösstalstrasse 23 bei 700517 / 257283          |              |
| 231WR-WINTERTHUR00049-16 | ja   | Datei hochladen | Untere Spinnerei Bühler, Fabrikweiher                          | B reg.  | G   | Kollbrunn, Tösstalstrasse 23 bei 700457 / 257307          |              |
| 231WR-WINTERTHUR00100-01 | ja   | Datei hochladen | Spinnerei Schöntal, Wehr                                       | B reg.  | G   | Schöntal 702138 / 256407                                  |              |
| 231WR-WINTERTHUR00100-03 | ja   | Datei hochladen | Obere Spinnerei Bühler, Weiher                                 | B reg.  | G   | Au 701249 / 256691                                        |              |
| 231WR-WINTERTHUR00100-04 | ja   | Datei hochladen | Obere Spinnerei Bühler, Einlauf zur Rohrleitung                | B reg.  | G   | Au 701116 / 256787                                        |              |
| 231WR-WINTERTHUR00100-05 | ja   | Datei hochladen | Obere Spinnerei Bühler, Rohrleitung / Aquädukt                 | B reg.  | G   | Au 701070 / 256821                                        |              |
| 231ZUSA00739             | ja   | Datei hochladen | Spinnerei Eduard Bühler, Ostanbau/Waschhaus                    | B reg.  | G   | Kollbrunn, Tösstalstrasse 23 bei 700427 / 257279          |              |
| 231ZUSA00740             | ja   | Datei hochladen | Untere Spinnerei Bühler, Spinnereialtbau                       | B reg.  | G   | Tösstalstrasse 23 bei 700390 / 257293                     |              |
| 231ZUSA00740a            | ja   | Datei hochladen | Untere Spinnerei Bühler, Westanbau                             | B reg.  | G   | Tösstalstrasse 23 bei 700357 / 257310                     |              |
| 231ZUSA00741             | ja   | Datei hochladen | Spinnerei Eduard Bühler, Maschinen-/Turbinenhaus               | B reg.  | G   | Kollbrunn, Tösstalstrasse 23 bei 700360 / 257333          |              |
| 231ZUSA01421             | ja   | Datei hochladen | Untere Spinnerei Bühler, Shedhalle                             | B reg.  | G   | Tösstalstrasse 23 bei 700316 / 257323                     |              |

Legende: Im Wesentlichen siehe Legende der Liste der Kulturgüter von nationaler und regionaler Bedeutung, mit folgenden Ausnahmen:
- Anstelle der KGS-Nummer wird als Objekt-Identifikator (ID) die Inventarnummer im Verzeichnis der Objekte von überkommunaler Bedeutung des kantonalen Denkmalschutzamtes verwendet.
- Bei den Kategorien wird wie folgt unterschieden: B kant. = Objekt von kantonaler Bedeutung (Kanton Zürich); B reg. = Objekt von regionaler Bedeutung (Kanton Zürich).